# Joseph Oakland Hirschfelder
Joseph Oakland Hirschfelder (né le 27 mai 1911 à Baltimore et mort à Madison le 30 mars 1990) est un physicien américain.

## Biographie
Il fait des études de premier cycle à l'université du Minnesota et à Yale. Il obtient ensuite un Ph.D. en chimie physique à Princeton en 1936 sous la direction conjointe de Eugene P. Wigner, Henry Eyring et Hugh S. Taylor. Il devient chercheur associé et professeur assistant à l'université du Wisconsin à Madison jusqu'en 1942. À cette date il intègre le National Defense Research Committee à Washington et travaille dans le cadre du projet Manhattan sur des problèmes de balistique intérieure. Il rejoint ensuite le Laboratoire national de Los Alamos, puis le centre d'artillerie de marine d’Inyokern en Californie et enfin le centre d'essais de Bikini. En 1946 il revient à Madison comme professeur de chimie, poste qu'il occupera jusqu'à sa retraite. Il fonde ce qui deviendra l'Institut de Chimie Théorique. Ses travaux portent sur les potentiels intermoléculaires, les équations d'état et propriétés de transport des gaz et liquides et la combustion.

## Prix et distinctions
- 1953 - élu à l'Académie nationale des sciences
- 1959 - élu à la Académie américaine des arts et des sciences
- 1965 - élu à la Société royale norvégienne
- 1966 - prix Peter Debye de l'American Chemical Society
- 1966 - médaille d'or Edgerton du Combustion Institute
- 1976 - la National Medal of Science
- 1978 - diplôme honorifique de l'université Marquette
- 1980 - diplôme honorifique de l'université du Sud de la Californie
- 1981 - élu à la Royal Society of Chemistry de Grande-Bretagne
- 1981 - médaille d'argent de la American Society of Mechanical Engineers

L'université du Wisconsin a créé en sa mémoire le prix de chimie théorique Joseph O. Hirschfelder Prize

## Ouvrage publié
(en) Joseph Oakland Hirschfelder, Charles Francis Curtiss, Robert Byron Bird, Molecular Theory of Gases and Liquids, John Wiley and Sons, 1966  (ISBN 978-0-471-40065-3)